# Bupleurum yunnanense
Bupleurum yunnanense är en flockblommig växtart som beskrevs av Adrien René Franchet. Bupleurum yunnanense ingår i släktet harörter, och familjen flockblommiga växter. Inga underarter finns listade i Catalogue of Life.